# Cheylard
Pour les articles homonymes, voir Cheylard (homonymie).
Le Cheylard ou ruisseau de Mercoire est une rivière française du département Lozère de la région Occitanie et un affluent du ruisseau des Rebaudes, ou Langouyrou donc un sous-affluent de la Loire par l'Allier.

## Géographie
D'une longueur de 10,1 kilomètres, le ruisseau de Mercoire prend sa source à l'ouest du Moure de la Gardille (1 503 m), dans la forêt domaniale, dite forêt de Mercoire, à l'altitude de 1 435 mètres, sur la commune de Saint-Frézal-d'Albuges. Dans cette commune, il coule dans le ravin de Chamredonde et, en entrant dans la commune de Cheylard-l'Évêque, il s'appelle aussi ruisseau de Barbet.
Après la Traversée de Chaunac, et le centre de Cheylard-l'Évêque, où il croise le sentier de grande randonnée GR 70, il s'appelle le ruisseau du Cheylard.
Puis il conflue avec le ruisseau des Rebaudes, sur la commune de Saint-Frézal-d'Albuges, selon le Sandre, aussi appelé Langouyrou pour Géoportail, sur la commune de Cheylard-l'Évêque, à environ 1,050 mètres d'altitude, près des ruines du Moulin des Huttes.

### Communes et cantons traversés
Dans le seul département de la Lozère, le Mercoire traverse les deux communes sauivantes, dans deux cantons, dans le sens amont vers aval, de Saint-Frézal-d'Albuges (source) et Cheylard-l'Évêque (confluence).
Soit en termes de cantons, le Mercoire prend source dans le canton du Bleymard, et conflue dans le canton de Langogne, le tout dans l'arrondissement de Mende, dans les intercommunalité communauté de communes Mont-Lozère communauté de communes du Haut Allier.

### Toponymes
Le Mercoire tient son nom à la forêt de Mercoire, nom qui était celui de l'ancienne abbaye de Mercoire et reste présent dans la commune de Saint-Flour-de-Mercoire, à l'extrémité nord de la forêt. Ce nom vient sans doute du dieu romain Mercure.

### Bassin versant
Le Cheylard traverse une seule zone hydrographique « Le Langouyrou & ses affluents ».

## Affluents
Le Mercoire a sept affluents référencés :
- le ruisseau de Gruyère (rg) 1,5 km sur la commune de Cheylard-l'Évêque avec un affluent :
  -  ??? (rd) 1 km sur la même commune de Cheylard-l'Évêque.
- le ruisseau de Grosfau (rg) 7,8 km sur les trois communes de Chaudeyrac, Cheylard-l'Évêque, et Montbel s'appelant dans sa partie haute, ruisseau de Puech Aronc avec trois affluents :
  - le ruisseau de Combelonge (rd) 3,4 km sur les trois communes de Chaudeyrac, Montbel, Saint-Frézal-d'Albuges avec un affluent:
    - le ruisseau de Picharon (rg) 0,8 km sur la commune de Saint-Frézal-d'Albuges.

  - le ruisseau de l'Esclache (rg) 2,2 km sur les deux communes de Chaudeyrac, Cheylard-l'Évêque.
  - le ruisseau des Abiouladous (rd) 3,4 km sur les deux communes de Chaudeyrac, Cheylard-l'Évêque, avec un affluent :
    - le ruisseau des Abeouradous (rg) 1 km sur les deux communes de Chaudeyrac, Cheylard-l'Évêque.
- le ruisseau de Pratbel (rd) 4 km sur la seule commune de Cheylard-l'Évêque.
- le ravin de la Combe (rg) 1,4 km sur la seule commune de Cheylard-l'Évêque.
- le ravin de Nargoussis (rd) 0,6 km sur la seule commune de Cheylard-l'Évêque.
- le ravin de la Boutouneire (rd) 0,5 km la seule commune de Cheylard-l'Évêque.
- la ravin de Fontagnac (rd) 0,5 km sur la seule commune de Cheylard-l'Évêque.

### Rang de Strahler
Donc le rang de Strahler du Cheylard est de quatre par le Puech Aranc ou Grosfau.

## Hydrologie
Son régime hydrologique est dit pluvial.